# BEST (1989〜1997)
『BEST （1989～1997）』（ベスト 1989~1997）は2002年11月7日にエピックレコードジャパンよりリリースされた東京スカパラダイスオーケストラ2作目のベスト・アルバム。

## 解説
デビューから8年間在籍したエピックレコード在籍時代の音源から19曲を選び年代順に収録。

## 収録曲
- 編曲：東京スカパラダイスオーケストラ

1. スキャラバン （CARAVAN）
  - 作曲：Duke Ellington
  - インディーズ盤『東京スカパラダイスオーケストラ』収録
2. ホリデイ
  - 作曲：北原雅彦
  - インディーズ盤『東京スカパラダイスオーケストラ』収録
3. ストレンジバード
  - 作曲：林昌幸
  - アルバム『スカパラ登場』収録
4. MONSTER ROCK
  - 作曲：冷牟田竜之
  - アルバム『スカパラ登場』収録
5. 君と僕
  - 作曲：沖祐市
  - アルバム『スカパラ登場』収録
6. セサミストリート
  - 作詞・作曲：Joe Aapso / Bruce Heart / Jon Stone
  - アルバム『ワールド フェイマス』収録
7. ジャングルブギ
  - 作詞：黒澤明　作曲：服部良一
  - アルバム『ワールド フェイマス』収録
8. You Are A Miracle "ナイスなオマエ"
  - 作曲：GAMOU
  - アルバム『ワールド フェイマス』収録
9. 流れ星兄弟
  - 作曲：冷牟田竜之
  - シングル『ホールインワン』収録
10. BURNING SCALE (1993 MIX)
  - 作曲：東京スカパラダイスオーケストラ
  - アルバム『PIONEERS』収録
11. マライの號
  - 作詞・作曲：東京スカパラダイスオーケストラ
  - アルバム『PIONEERS』収録
12. インターセプター
  - 作曲：東京スカパラダイスオーケストラ
  - アルバム『FANTASIA』収録
13. Moments In Heaven
  - 作曲：東京スカパラダイスオーケストラ
  - アルバム『FANTASIA』収録
14. Sweet G
  - 作曲：東京スカパラダイスオーケストラ
  - アルバム『FANTASIA』収録
15. What A Wonderful World
  - 作詞・作曲：George David Walee / George Douglas
  - アルバム『GRAND PRIX』収録
16. 花ふぶき～愛だろ、愛っ。～
  - 作曲：東京スカパラダイスオーケストラ
  - アルバム『GRAND PRIX』収録
17. Just A Little Bit Of Your Soul ～alternative version～
  - 作曲：Chuck Jackson
18. STARLIGHT EXPRESS
  - 作曲：川上つよし
  - アルバム『トーキョー・ストラット』収録
19. YOU DON'T KNOW （WHAT SKA IS） -live
  - 作詞・作曲：川上つよし
  - アルバム『トーキョー・ストラット』収録